# ميت غمر
ميت غمر مدينة مصرية تتبع محافظة الدقهلية وهي قاعدة مركز ميت غمر. تقع على الضفة الشرقية لفرع دمياط من نهر النيل مقابلة لمدينة زفتى، وتعد المدينة ثاني أهم وأكبر مدن المحافظة بعد المنصورة. كانت المدينة مركزًا للصوفية في العصر المملوكي. استقرت فيها جاليات أجنبية في العصر الحديث. لعبت دورًا في مقاومة الاحتلالين الفرنسي والبريطاني. تشتهر اليوم بصناعة الألومنيوم الذي جعلها واحدة من أهم المراكز الصناعية في دلتا النيل.

## أصل التسمية
اسم "ميت غمر" يتكون من جزئين: "ميت" و"غمر". تعود كلمة "ميت" إلى تحريف لأصل عربي مرتبط بمصطلح "مُنية"، الذي يعني "منزل أنيق يحيط به الحدائق". ويُعتقد من قِبل  بعض الباحثين أن "ميت" تأتي من كلمة قبطية تعني "طريق"، إلا أن الباحثين يُرجّحون الأصل العربي للكلمة، نظرًا لشيوع استخدام "مُنية" في أسماء القرى والمدن المصرية خلال العصور الإسلامية؛ فقد أشار ياقوت الحموي في معجم البلدان إلى العديد من المواضع في مصر التي حملت اسم "مُنية"، مما يدعم هذا التفسير. أما "غمر"، فتعني الغمر أو الفيضان، مما يشير إلى تأثر المنطقة بمياه نهر النيل أثناء مواسم الفيضان، مما جعلها أكثر عرضة للغرق والانكسار خاصة في مواسم فيضان النيل.

## التاريخ

### التاريخ القديم
مدينة ميت غمر من القرى القديمة، لكن تاريخ تأسيسها غير مؤكد بدقة، كما هو الحال مع صعوبة تحديد تاريخ تأسيس معظم مدن دلتا النيل. ذكرها الإدريسي في كتابه نزهة المشتاق في اختراق الآفاق، فقال: «هي قرية لها سوق ومتاجر ودخل وخرج قائم»، وردت باسم «منية غمر وحماد» في أعمال الشرقية ضمن قرى الروك الصلاحي التي أحصاها ابن مماتي في كتاب قوانين الدواوين، كما وردت باسم «منية غمر» في أعمال الشرقية ضمن قرى الروك الناصري التي أحصاها ابن الجيعان في كتاب «التحفة السنية بأسماء البلاد المصرية». ضمت منية حماد إلى ميت غمر في الروك الناصري بسبب اشتراكهما في الزمام واتصالها مساكنهما.
خلال العصور الإسلامية، كانت ميت غمر من أبرز المناطق التي استقر بها عدد من القبائل العربية، ومن بينهم قبائل لَخْم وجُذَام ومنهم بنو شاور الذين يُنسبون إلى الوزير الفاطمي المعروف شاور السعدي، بالإضافة إلى قبيلة لَوَاتَة من بطون قيس. كما عُرفت ميت غمر بانتشار الإقطاعات فيها، وكان من أبرز من امتلكوا أراضٍ بها: ست الملك بنت الخليفة العزيز بالله الفاطمي وأخت الخليفة الحاكم بأمر الله.

### العصر المملوكي
خلال العصر المملوكي، كانت ميت غمر تتبع إداريًا لأعمال الشرقية، وتمتعت بمكانة ملحوظة لدى أمراء المماليك لحصولهم على إقطاعات فيها. شهدت المدينة اضطرابات وتخريب في سنة 863هـ /1458م بسبب تجاوزات بعض شيوخ العربان، مما دفع أعيانها إلى تشكيل وفد توجه إلى القاهرة لعرض شكواهم على السلطان الأشرف إينال، الذي أمر بإرسال قوة عسكرية من المماليك لضبط الأمن وإعادة الاستقرار.
استقر بميت غمر عدد من الأولياء والمريدين في العصر المملوكي نظرًا لموقعها القريب من النيل، وبسبب شهرتهم جذبت المدينة أتباعهم من مختلف أنحاء مصر، وما زالت بعض الأضرحة التي تعود إلى القرن الرابع عشر الميلادي قائمة حتى اليوم مثل ضريح سيدي محمد الواعظ وضريح سيدي خلف وضريح السادة الأربعين. كان للمتصوفة ميت غمر مكانة مرموقة عند سلاطين المماليك، فذكر أن السلطان قايتباي أراد لقاء أبو العباس الغمري، لكنه لم يتمكن، فأرسل ابنه لاحقًا للقائه.

### العصر العثماني

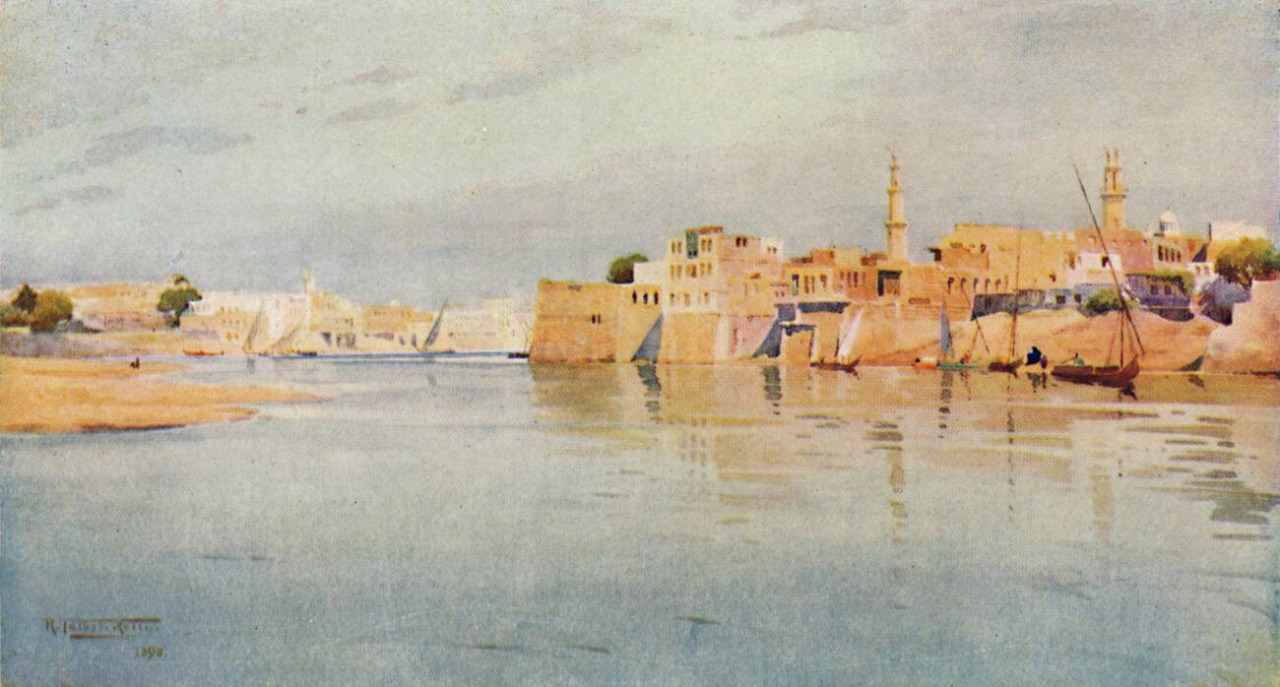
لوحة ميت غمر على النيل السفلى، بريشة روبرت تالبوت كيلي

تغيّر الوضع الإداري للمدينة في العصر العثماني فضُمت ميت غمر إلى ولاية الدقهلية وفقًا للتربيع العثماني الذي أجراه الوالي العثماني سليمان باشا الخادم خلال فترة حكم السلطان سليمان القانوني. ازدهرت المدينة في نفس العصر بسبب كونها إحدى المراكز التجارية النيلية الهامة في مصر في العصر العثماني، تميزت ميت غمر أيضاً بازدهار صناعة الحدادة، حيث وُجد بها مجمع صناعي متكامل يضم أسواقًا، وورشًا، ونظامًا إداريًا يشرف عليه ما يُعرف بـ"القياسرة". وكان لهذه الصناعة بنية تحتية واضحة ومتكاملة تدل على تقدم الحرف التقليدية في المدينة. كما برز في المدينة حي الصاغة، الذي اختص بصياغة وبيع المشغولات الذهبية والفضية، ولا يزال قائمًا حتى اليوم. ويُذكر أن أهل الذمة كانوا يحتكرون هذه المهنة حينها.
أشار الرحالة التركي أوليا جلبي أن ميت غمر خلال زيارته لها كانت تضم 4000 دار و9 جوامع و35 مسجدًا و7 مدارس و12 مكتبًا و7 خانات و600 دكان. إلا أن المدينة تعرضت لحريق هائل في عهد خاير بك، حينما أحرق عبد الدايم بن بقر، أحد شيوخ العربان في الشرقية، المدينة خلال تمرده على السلطات العثمانية وهو أول تدمير كبير تعرضت له المدينة.
زار المدينة الكاهن الدومينيكي يوهان مايكل وانسلبن في عام 1672 وذكر أنها مدينة كبيرة وجميلة بها سوق كبير وعدد كبير من المسيحين.

### الحملة الفرنسية

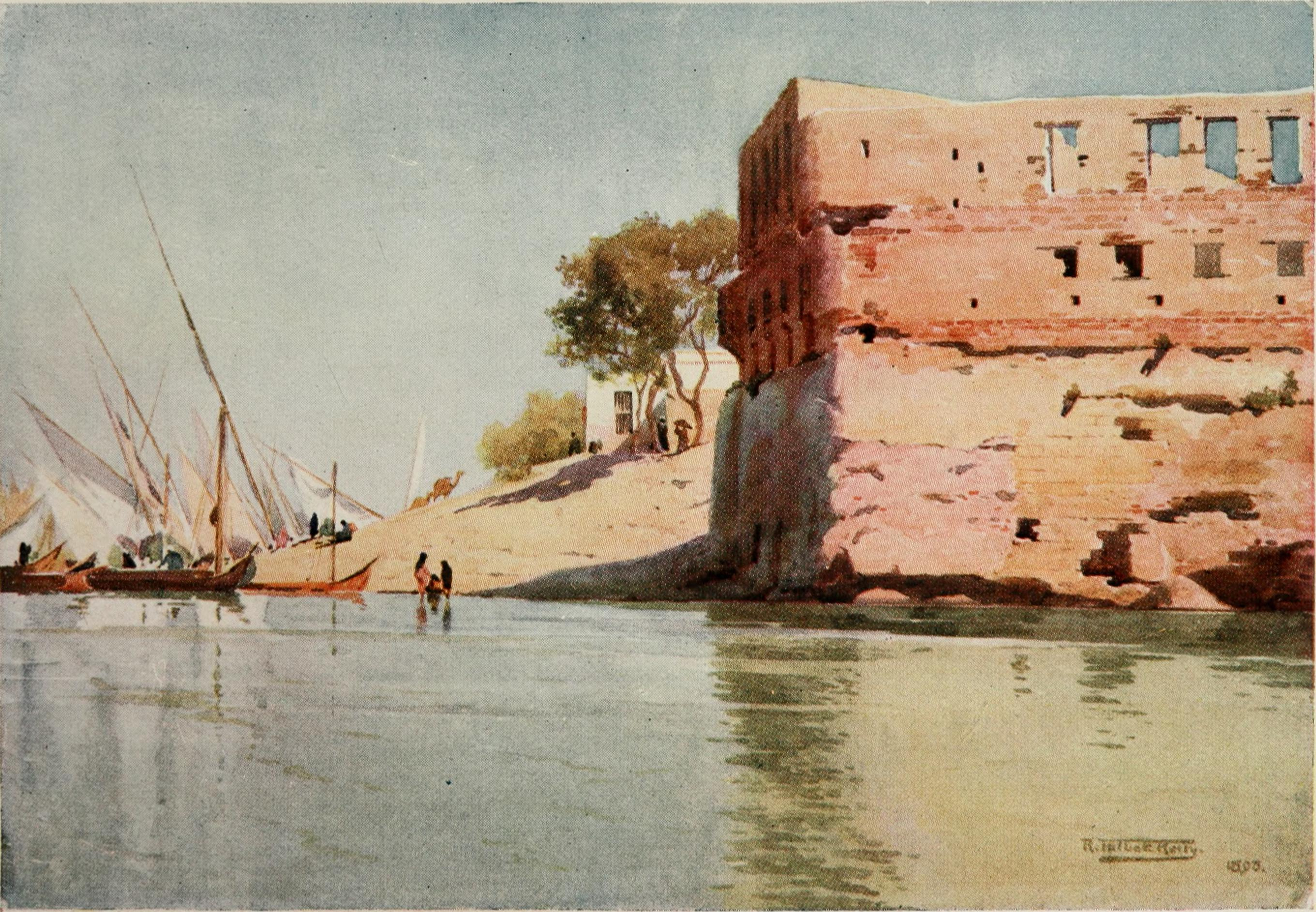
قصر مدمر في ميت غمر بريشة روبرت تالبوت كيلي

#### ثورة أمير الحج (مارس 1799)
في أعقاب مغادرة نابليون بونابرت من مصر إلى الشام عام 1799، اندلعت ثورة واسعة بقيادة مصطفى بك أمير الحج وكتخدا والي مصر بكر باشا، وقد عيّنه نابليون بنفسه أميراً للحج وأظهر له ثقة كبيرة واحتفى به كنوع من إظهار الاحترام للثقافة الإسلامية للمصريين. جاءت شرارة التمرد الأولى في إقليم الشرقية نتيجة المظالم المتكررة من قبل القوات الفرنسية، مثل فرض الإتاوات، ومصادرة الماشية، والجمال، والحمير من الأهالي. ازداد حماس مصطفى بك للثورة بعد أن وصله من بكر باشا أخبارًا تؤكد تحرك الجيش العثماني من قبل السلطان سليم الثالث نحو مصر لمواجهة الفرنسيين، فاعتقد أن الفرصة مواتية للتحرر، وبدأ في نشر دعوته للثورة في الشرقية وأقاليم الدلتا. كما سانده بعض البدو من العربان بالإضافة إلى الشيخ سليمان الفيومي أحد مشايخ ديوان القاهرة، الذي وقف إلى جانبه رغم تردد آخرين بسبب قمع الفرنسيين لثورة القاهرة الأولى.
بحلول 25 مارس 1799، وصل الثوار إلى مدينة ميت غمر، والتي أصبحت مركزًا مهمًا للحراك الشعبي. وخلال مرور سبع سفن فرنسية محمّلة بالمؤن والأسلحة من القاهرة إلى الشام لتعزيز حملة نابليون هناك، تعرّضت هذه السفن لهجوم من قبل قوات مصطفى بك في ميت غمر، وتمكن الثوار من الاستيلاء على المؤن والأسلحة وقتل من كان على متنها، بينما نجحت السفينة الحربية المرافقة في الفرار والعودة إلى القاهرة، وصف المؤرخ الجبرتي في كتابه عجائب الآثار في التراجم والأخبار ما حدث لبعض سفن المؤن الفرنسية التي هاجمها الثوار فقال: «وحين كانوا على البحر مر بهم مراكب تحمل الميرة والدقيق إلى الفرنسيس بدمياط، فقاطعوا عليهم وأخذوا منهم ما معهم قهرًا».ورد نابليون على ذلك فأمر بقصف المدينة بالمدافع مما أدى إلى تدمير واسع، كما أرسل الفرنسيون حملة عسكرية بقيادة الجنرال فرانسوا لانوس للقضاء على الثورة، ما أسفر عن تفرّق قوات مصطفى بك، وحرق القرى التي شاركت في التمرد، ومصادرة ممتلكاته، وسجن نائبه الذي كان يشغل منصب ناظر الكسوة الشريفة. أما مصطفى بك، فقد فرّ إلى عكا، حيث قُتل هناك على يد أحمد باشا الجزار بتهمة التعاون مع الفرنسيين.
تكمن أهمية هذه الثورة في كونها أول تحرك شعبي كبير بعد حالة الجمود واليأس التي أصابت المصريين، والهدوء النسبي الذي خيم على القاهرة عقب قمع ثورة القاهرة الأولى؛ إذ أعادت الأمل في إمكانية مقاومة الاحتلال، وأسهمت في تشتيت القوات الفرنسية عن حصار عكا، مما كان له أثر في فشل نابليون هناك.

#### معركة كفور نجم (يونيو 1799)
تجددت الثورة في ميت غمر مرة أخرى فهاجم الأهالي بالتحالف مع المماليك سفينة حربية فرنسية واستولوا عليها وعلى أسلحتها وقتلوا من فيها وفي 5 يونيو 1799، حاول الفرنسيون القضاء على ثورة الأهالي في المنطقة، فتوجهوا بقيادة الجنرال لانوس نحو قرية كفور نجم، حيث تجمع ثوار ميت غمر هناك استعدادًا لمواجهة الفرنسيين. نشبت معركة عنيفة بين الطرفين، انتهت بهزيمة الثوار الذين تكبدوا 130 قتيلًا، ثم قرر نابليون بونابرت إصدار أوامر بتعزيز القوات الفرنسية في ميت غمر فأنشئت حاميات عسكرية دائمة بالإضافة إلى قلعة كبيرة على ساحل النيل للحفاظ على السيطرة على دلتا النيل. قرر الجيش الفرنسي إلى اللجوء إلى أساليب القمع والعنف لفرض الأمن والاستقرار في ميت غمر وانتقاماً لما حدث من الاستيلاء على السفن أمر الجنرال الفرنسي لانوس بإحراق ميت غمر وتدميرها فلم يبقى بها "حجر على حجر" ثم دخلتها قواته لينشر حالة من الذعر والخوف لقمع السكان المحليين.

### عهد الملكية

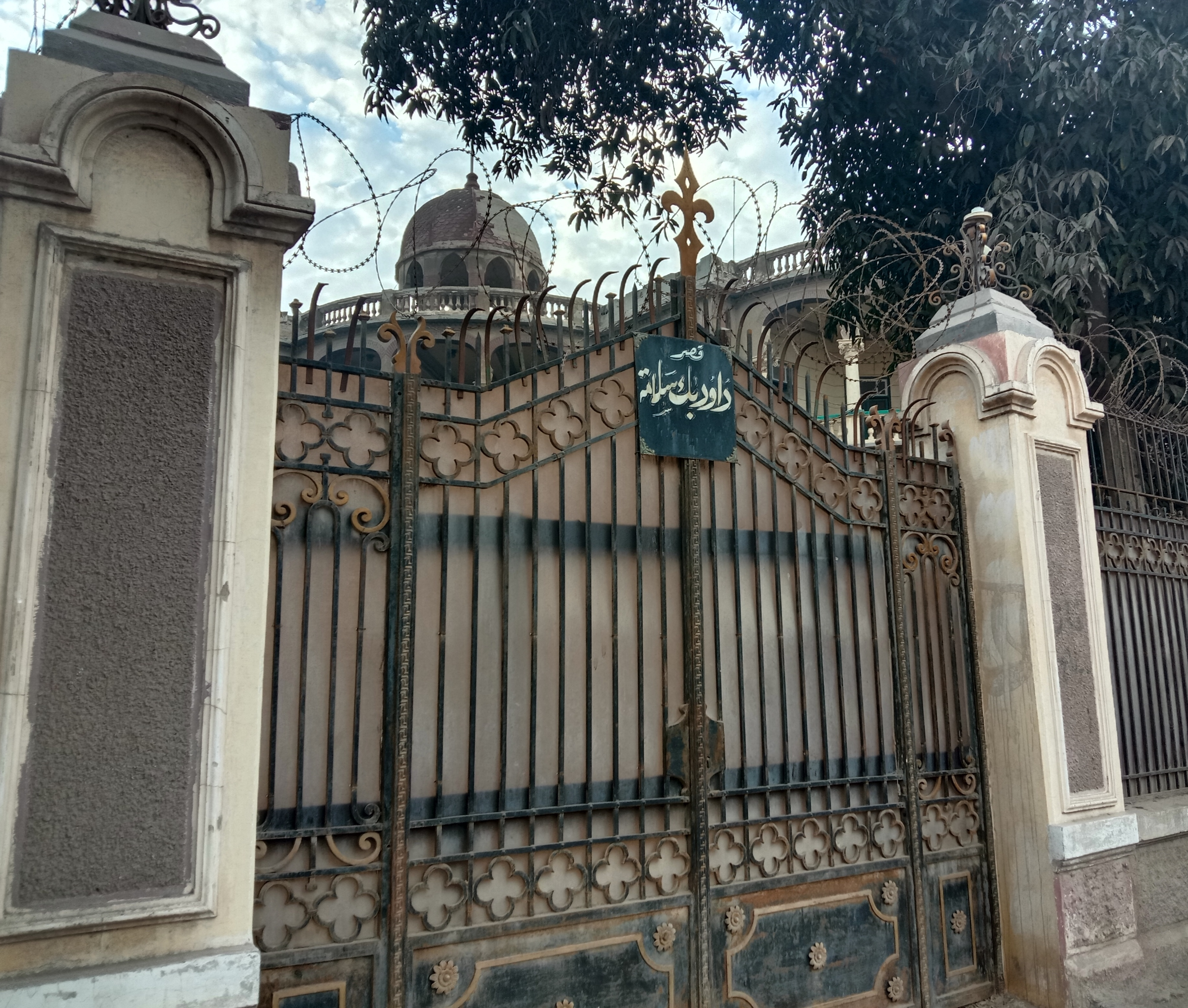
صورة لإحدى بوابات قصر الخواجة داود بك سلامة (الفرنسي الأصل) بميت غمر

عرفت منية حماد في هذا العهد باسم كفر البطل لاعتقاد الناس ببطولة الأمير حماد صاحب الزاوية، وردت باسم «منية غمر» في تاريخ 1228هـ/1813م الذي عدّ قرى مصر بعد المسح الذي قام به محمد علي باشا وفصل كفر البطل عنها في هذا العد. أصبحت ميت غمر قاعدة لقسم إداري في مديرية الدقهلية في سنة 1826م، سُمّي القسم باسم مركز ميت غمر في سنة 1871م، ألغي كفر البطل وضمت أراضيه إلى ميت غمرفي سنة 1903.

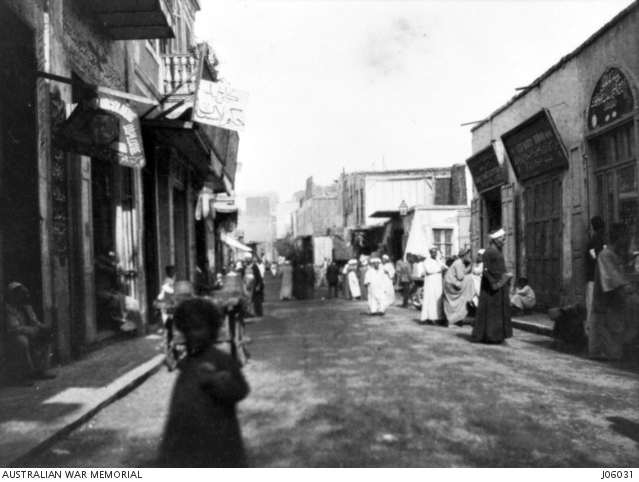
صورة لإحدى شوارع ميت غمر عام 1919

شهدت ميت غمر في عهد محمد علي نهضة صناعية وتعليمية. فقد أُنشئ بها مصنع لغزل القطن ضم 75 دولابًا و50 محلاجًا، وكان جزءًا من شبكة المصانع التي أقيمت في الوجه البحري لدعم صناعة الغزل والنسيج، وأنشئ بالمدينة مصنع لإنتاج النيلة، وكانت تُستخدم محليًا ويُرسل الفائض منها إلى القاهرة لتُباع في الأسواق الخارجية، ساهمت هذه المصانع في تنشيط الاقتصاد المحلي وتعزيز الدور الصناعي للمدينة المستمر حتى العصر الحالي. أنشئت بها مدرسة ابتدائية عام 1837 كانت تدرس اللغات الفرنسية والعربية والتركية مع الرياضيات والتاريخ وغيرهما، وقد استعان محمد علي بعدد من العلماء الأزهريين للإشراف على شؤونها، إلا أن المدرسة أُغلقت عام 1846 بعد الحرب المصرية العثمانية.

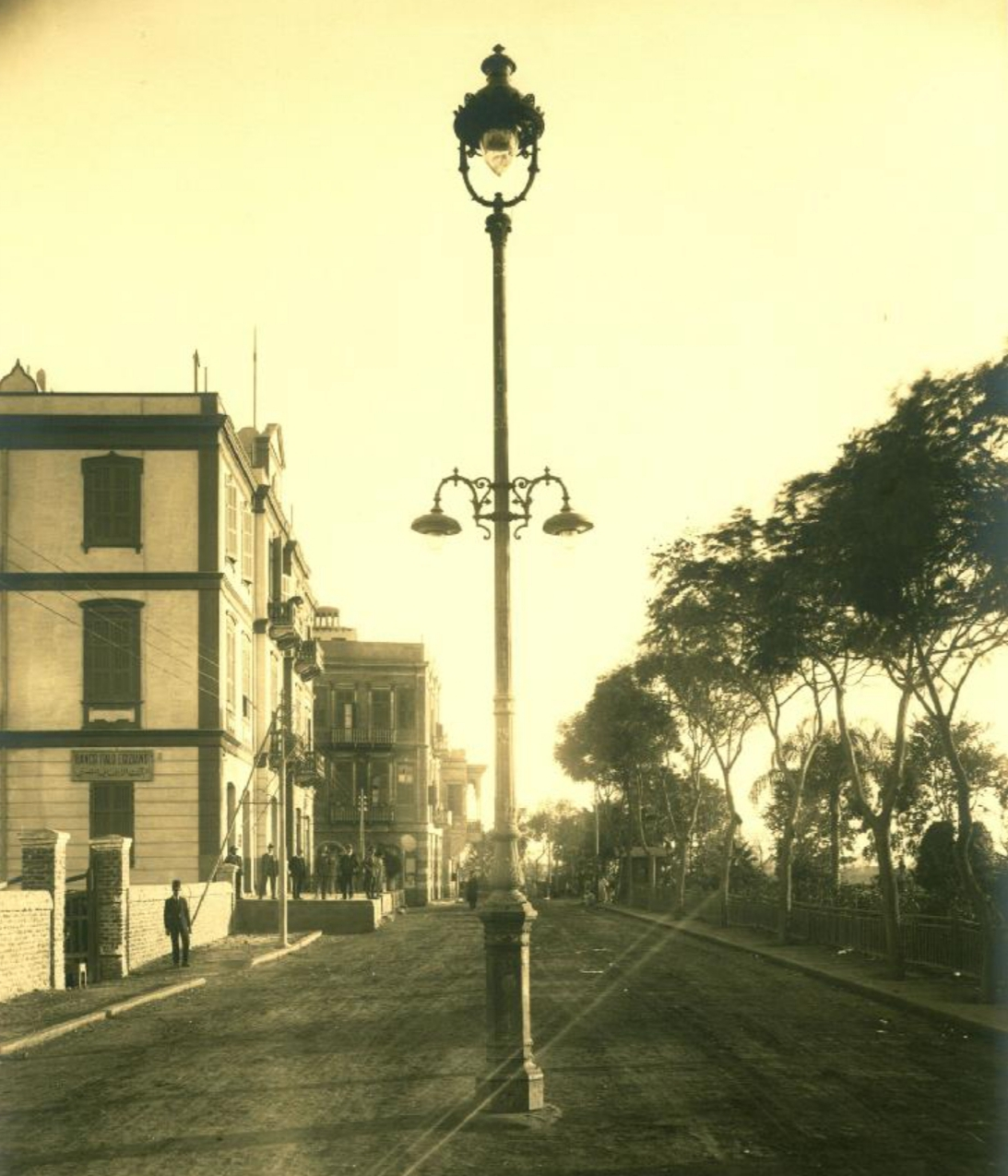
ميت غمر عام 1924 وفي اليسار منزل الخواجة بابان اليوناني

وصف علي باشا مبارك في كتابه الخطط التوفيقية مدينة ميت غمر بقوله: «بلدة شهيرة بمديرية الدقهلية، على شط بحر دمياط الشرقي فيها ثلاثة جوامع بمنارات، وجملة أضرحة لبعض الصالحين، وحمام وثلاثة وابورات لحلج القطن، ومجلس دعاوى، ومحكمة شرعية ووكائل، وسوق دائم بحوانيت، ومعاصر زيت. وأهلها مشهورون بتجارة الحبوب والقطن وثيابه، والحرير مثل القطنى، والشاهى والكريشة والعصائب، وينسج بها الكتان وغليظ القطن، وفيها صاغة لحلى الذهب والفضة.».
شهدت ميت غمر في القرن التاسع عشر توافد عدد كبير من الأجانب (الخواجات)، الذين جاؤوا بناءً على طلب من حكام الأسرة العلوية أو تحت إشراف البريطانيين أثناء فترة الاحتلال. وتشير الإحصائيات إلى أن عددهم تجاوز 200 شخص بحلول نهاية القرن، وهو عدد كبير نسبيًا مقارنة بحجم المدينة آنذاك. من آثارهم المتبقية منازلهم الفخمة مثل منزل الخواجة اليوناني يني بابان الذي تحول لاحقًا إلى البنك الإيطالي، ومنزل الخواجة الفرنسي إمبروار ومنازل أخرى.

#### حريق ميت غمر

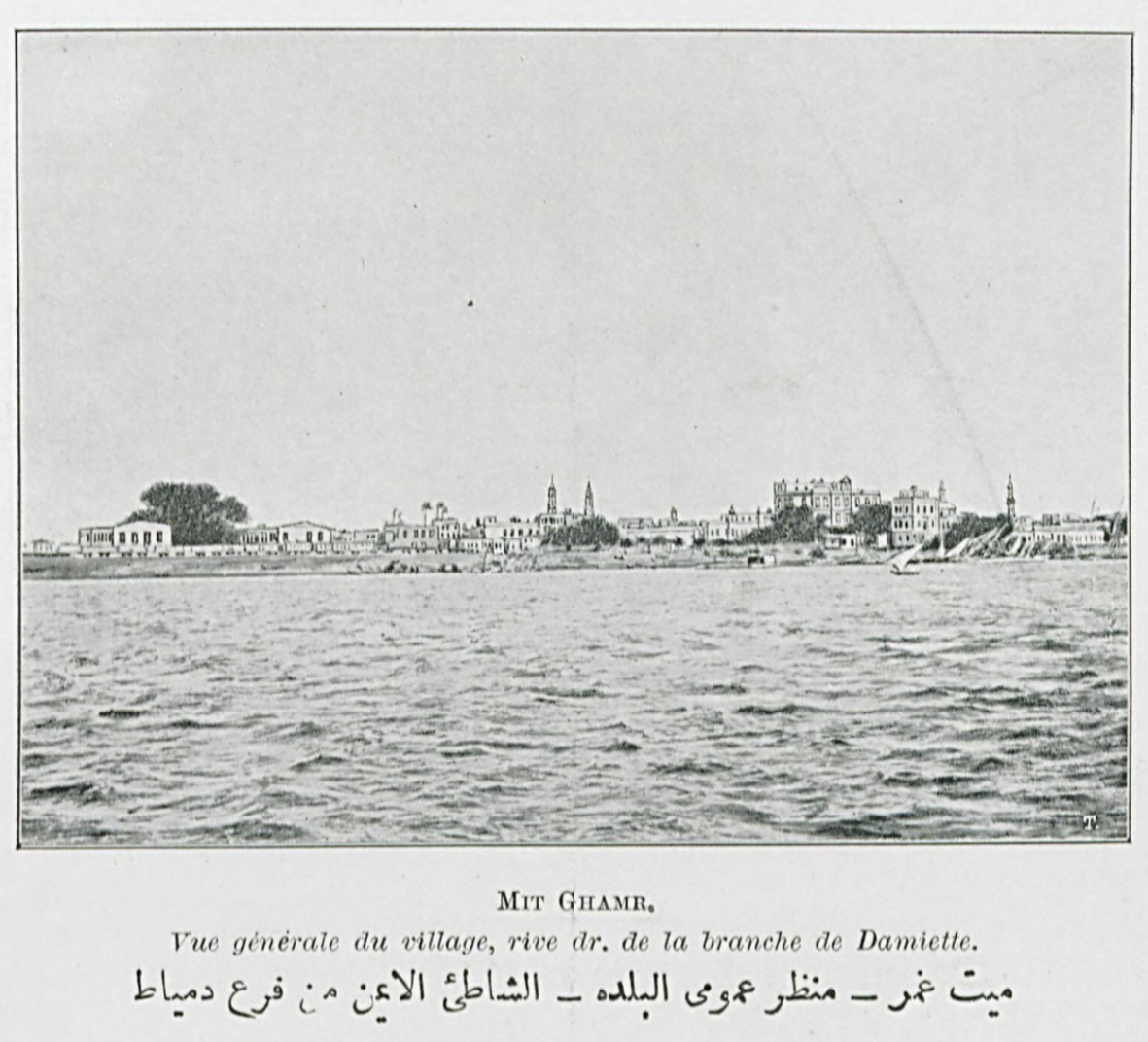
منظر عام للمدينة عام 1902

احترقت مدينة ميت غمر في أوائل صيف سنة 1902م فبلغ عدد المنكوبين بالحريق أكثر من خمسة آلاف. وقد نشر الإمام محمد عبده في ذلك الوقت بيان يصف فيه الحادث بقوله: «ليس الحادث بذي الخطب اليسير؛ فالمصابون خمسة آلاف وبضع مئات، منهم الأطفال الذين فقدوا عائليهم، والتجار والصناع الذين هلكت آلاتهم ورؤوس أموالهم، ويتعذر عليهم أن يبتدئوا الحياة مرة أخرى إلا بمعونة من إخوانهم، وإلا أصبحوا متشردين متلصصين أو سائلين» وقد بذل الإمام محمد عبده من معونة الجمعية الخيرية الإسلامية ـ التي كان يرأسها يومئذ ـ كل ما تحتمله مواردها وألف لتعمير المدينة وإغاثة أهلها جماعة كبيرة تمدها بالمال، وتحث الناس على إمدادها به في عواصم البلاد وقراها، وطرق بنفسه على بيوت الأمراء والوجهاء وأصحاب الثرة يسألهم النجدة في حينها واستخدم كل وسيلة على النّظْم في موضوع هذه النكبة، وبعد جمع التبرعات من كافة أنحاء مصر، أُعيد بناء المدينة بعدما كانت على وشك الانقراض.
وقد تأثر أمير الشعراء أحمد شوقي بالحادث فأنشد يقول:
وكتب شاعر النيل حافظ إبراهيم متأثرا بما حدث وقال:

#### الاحتلال البريطاني

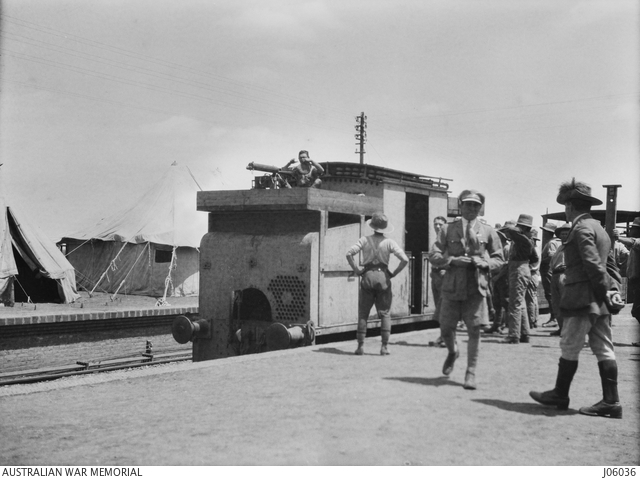
صورة لإحدى القطارات المصفحة التي استخدمها البريطانيون بمحطة قطار ميت غمر

شهدت مدينة ميت غمر مقاومة ضد القوات البريطانية، لا سيما فيما يتعلق بخطوط السكك الحديدية. أرسل الجنرال ويلسون - المسؤول عن منطقة شرق الدلتا - قطارًا لإصلاح الأضرار التي لحقت بالسكك الحديدية لكنه تعرض لكمين من قبل السكان المحليين الذين قطعوا الخط خلفه. حاولت قوة إنقاذ بريطانية التدخل لكنها تراجعت أمام مقاومة قوية من الأهالي. وقعت اشتباكات لاحقة زعمت القوات البريطانية أنها قتلت فيها 30 شخصًا ثم 50 آخرين أثناء تفريق محاولات جديدة لتدمير السكة الحديد. وقُتل 10 أشخاص آخرين مع إرسال تعزيزات إضافية. أقر ويلسون في ذلك الوقت رغم قمع الثورات بأن ميت غمر ظلت خارج السيطرة البريطانية لفترة من الوقت، وظلت السكك الحديدية هدفًا مستمرًا للمقاومة المحلية.

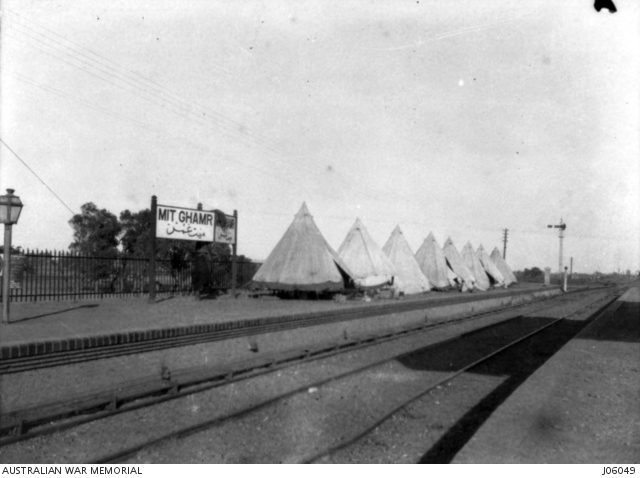
خيم الفوج الخامس عشر من فرسان الخيالة الأستراليين

في هذا السياق، خلال ثورة 1919، أعلنت ميت غمر - إلى جانب زفتى وفارسكور والمنيا - استقلالها عن السلطنة المصرية تحت اسم "سلطنة ميت غمر"، بقيادة السلطان أحمد بك عبده، أحد أبرز وجهاء المدينة. وشكّل طلاب المدارس الثانوية والجامعات الذين نجوا من حملات الاعتقال حرس السلطنة الناشئة. ولم تُسجّل أي حوادث سرقة أو اعتداء خلال فترة الاستقلال التي استمرت أسبوعين.
عقب إعلان يوسف الجندي قيام جمهورية زفتى عام 1919 أرسلت القوات البريطانية تعزيزات عسكرية لاقتحام مدينة زفتى. وبعد فشلها في السيطرة عليها، انسحبت القوات إلى مدينة ميت غمر لإعادة تنظيم صفوفها استعدادًا لهجوم جديد. إلا أنها واجهت مقاومة عنيفة من أهالي ميت غمر، ما دفع بريطانيا إلى إرسال الفوج الخامس عشر من فرسان الخيالة الأستراليين لقمع الاضطرابات في المدينة وضمان استعادة السيطرة، كما استعانت القوات البريطانية بـالقطارات المُدرعة لحماية خطوط السكك الحديدية وتأمين الإمدادات العسكرية، وقد كان لهذه القطارات دور محوري في التحركات العسكرية البريطانية خلال تلك الفترة.
شاركت مدينة ميت غمر بفعالية في الحركة الوطنية خلال انتفاضة عام 1935 ضد الاحتلال البريطاني. ففي يوم 14 نوفمبر، خرج طلاب المدينة في مظاهرة ضخمة بمناسبة عيد الجهاد الوطني، وهتفوا بسقوط إنجلترا والحكومة، ونددوا بتصريح هور. وفي 21 نوفمبر، أضرب المحامون في ميت غمر تضامنًا مع الإضرابات التي شهدتها البلاد حدادًا على أرواح الشهداء. كما شهد يوم 14 ديسمبر مظاهرة مسائية حاشدة، تقدمتها نقابات الأطباء والمحامين والأهالي والتجار والطلاب، وجابت المدينة تعبيرًا عن الاحتجاج والغضب الوطني. وقد كان الهتاف فيها يدعو للجبهة الوطنية والاستقلال ودستور 1923.

### العصر الحديث
صدر أمر رئاسي في 1958 بإنشاء شركة لإنتاج الغزل الرفيع في مدينتي زفتى وميت غمر. ألغيت وحدة قرية دقادوس في سنة 1968 وضمت لمدينة ميت غمر. احتج بالمدينة قرابة 10 ألاف متظاهر في 2011 أثناء ثورة 25 يناير، شهدت مدينة ميت غمر في عام 2013 احتجاجات واسعة ومظاهرات ضد جماعة الإخوان المسلمين أمام مقر الجماعة في المدينة، مما أدى إلى وقوع اشتباكات بين المحتجين وأفراد الجماعة، انتهت باقتحام المقر وتدميره.

## الجغرافيا
| حتى أتينا ميتَ غمرَ، ... دليلُنا نسماتُها وعبيرُها و ضيائُها دنيا عواطفُها انتظمنَ حدائقًا ... وترِفُّ في صُحُف السماء ضياؤُها وحَنِيَّةُ القصْباءِ تَحسبُ عندها ... همسًا وتلمحُ في المقارئ موسى والنيلُ في رَوْعِ التَّقيِّ نسيمُه ... وكأنما اسرى النسائمَ عيسى |
| — من قصيدة ذكرى ميت غمر، أحمد زكي أبو شادي |

تقع ميت غمر على فرع دمياط في أقصى جنوب غرب محافظة الدقهلية، تحد مركزها محافظات الشرقية والغربية والقليوبية، يحدها الرياح التوفيقي من الشرق وهي تقابل مدينة زفتى بمحافظة الغربية. شهدت المدينة طفرة معمارية في نهاية القرن 19 والنصف الأول من القرن 20 بقيت من تلك الفترة بعض العمائر المبنية بالطراز الأوروبي.

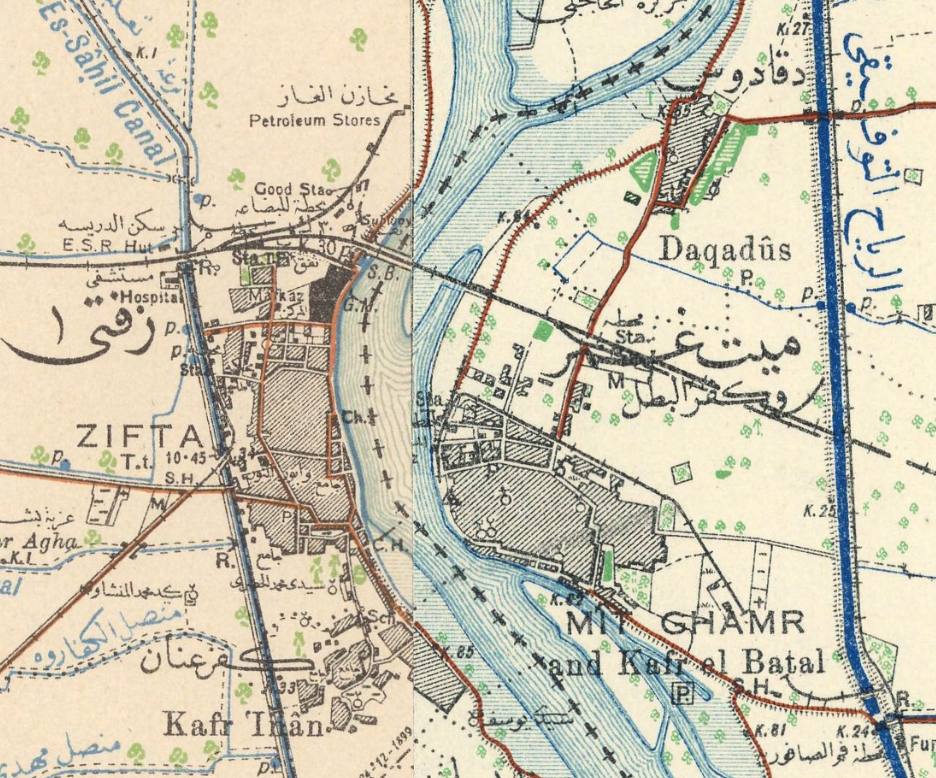
خريطة قديمة للمدينة تعود لعام 1913 من كتاب أطلس القطر المصري

قدرت مساحة ميت غمر بنحو 0,41 كم2 في عام 1930، اتجه عمران المدينة نحو الجنوب مع مد خط السكة حديد المعاهدة سنة 1936 ومع نمو ميت غمر كانت تنمو أيضا قرية دقادوس. بلغت مساحة المدينة 0,68 كم2 في عام 1950 متأثرة بالمشاريع التنموية الحاصلة في تلك الفترة مثل إنشاء محلج القطن وصناعة الزيوت والغزل والنسيج وتطوير المنظومة الصحية.

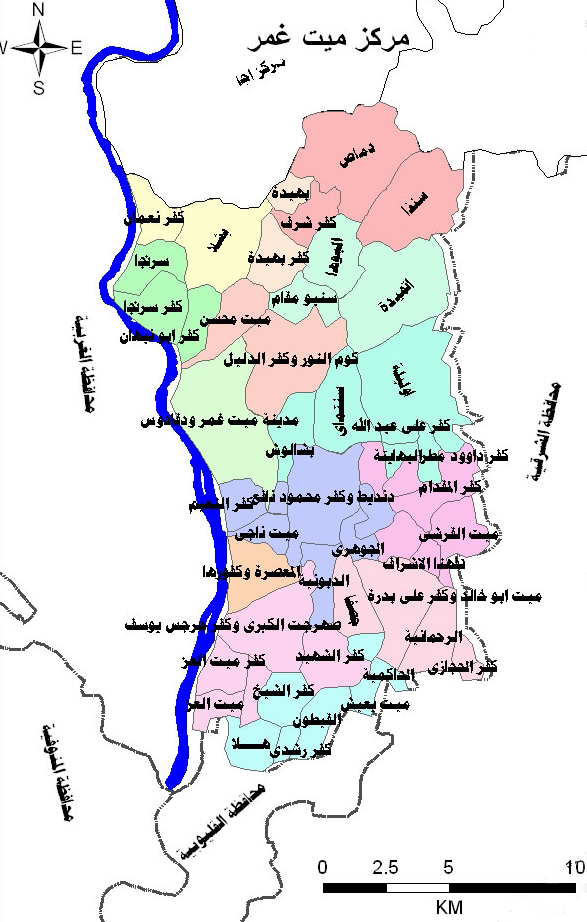
خريطة مركز ميت غمر

التحم عمران دقادوس بعمران ميت غمر في تلك الفترة حتى ضمت إليها في عام 1968 ومع نمو عمران المدينة السريع في جميع الاتجاهات وصلت مساحتها إلى نحو 2,52 كم2 في علم 1974. ومع الزمن زادت المساحة لتصبح 3,58 كم2 في عام 1984 و3,81 كم2 في عام 2000 و4,41 كم2 في عام 2006. مدينة غمر اليوم هي قسم منفصل عن مركزها بدون شياخات، أما مركزها فعدد قراه 53 قرية، ويرأس المدينة ومركزها أنور مدحت عثمان منذ تعيينه في يناير 2024 (583 يوم).

### المناخ
تتمتع ميت غمر بمناخ صحراوي حار (تصنيف كوبن: BWh)، حيث يكون الصيف شديد الحرارة والجفاف، بينما يكون الشتاء معتدلًا مع هطول أمطار محدود. يبلغ متوسط درجة الحرارة السنوي حوالي 21.8°م، ويصل إجمالي الهطول المطري السنوي إلى 36 ملم. خلال أشهر الصيف، تتراوح درجات الحرارة العظمى بين 32-36°م، مع نسبة رطوبة تتراوح بين 46-55%، مما يزيد من الإحساس بالحرارة.

أما في فصل الشتاء، فتكون درجات الحرارة أكثر اعتدالًا، حيث تتراوح بين 10-21°م، مع معدلات هطول مطري منخفضة لا تتجاوز 8 ملم شهريًا. في فصلي الربيع والخريف، يكون الطقس معتدلًا نسبيًا، حيث تتراوح درجات الحرارة بين 18-30°م، مع انخفاض نسبة الأمطار. تسجل المدينة أعلى درجات الحرارة في شهري يوليو وأغسطس، بينما يكون شهر يناير من أبرد شهور السنة. تتأثر ميت غمر بالرياح الشمالية التي تساعد في تلطيف الأجواء، لكنها قد تشهد أحيانًا رياحًا ساخنة خلال فصل الربيع.

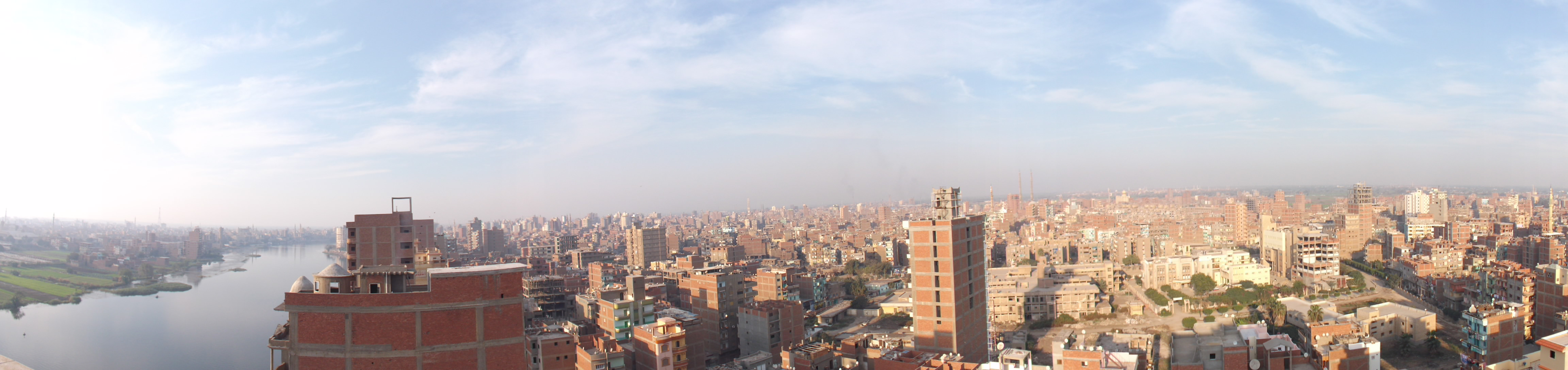
صورة بانورامية لمباني سكنية بمدينة ميت غمر من أعلى برج عابدين شارع الكورنيش أرض الجزيرة

## السكان

كنيسة الشهيد العظيم مارجرجس بميت غمر

بلغ عدد سكان مدينة ميت غمر (القسم الحضري) 157,009 نسمة في تقدير يوليو 2024، موزعين بين 79,845 ذكورًا و77,164 إناثًا. مثل باقي المدن المصرية معظم سكان المدينة مسلمون سنة مع وجود أقلية مسيحية أغلبها من الأقباط الأرثوذكس، فبلغ عدد مسلمي المدينة 86,783 نسمة وعدد المسيحين 5133 في تعداد عام 1986 من أصل 91,927 سكان بالمدينة وقتها.

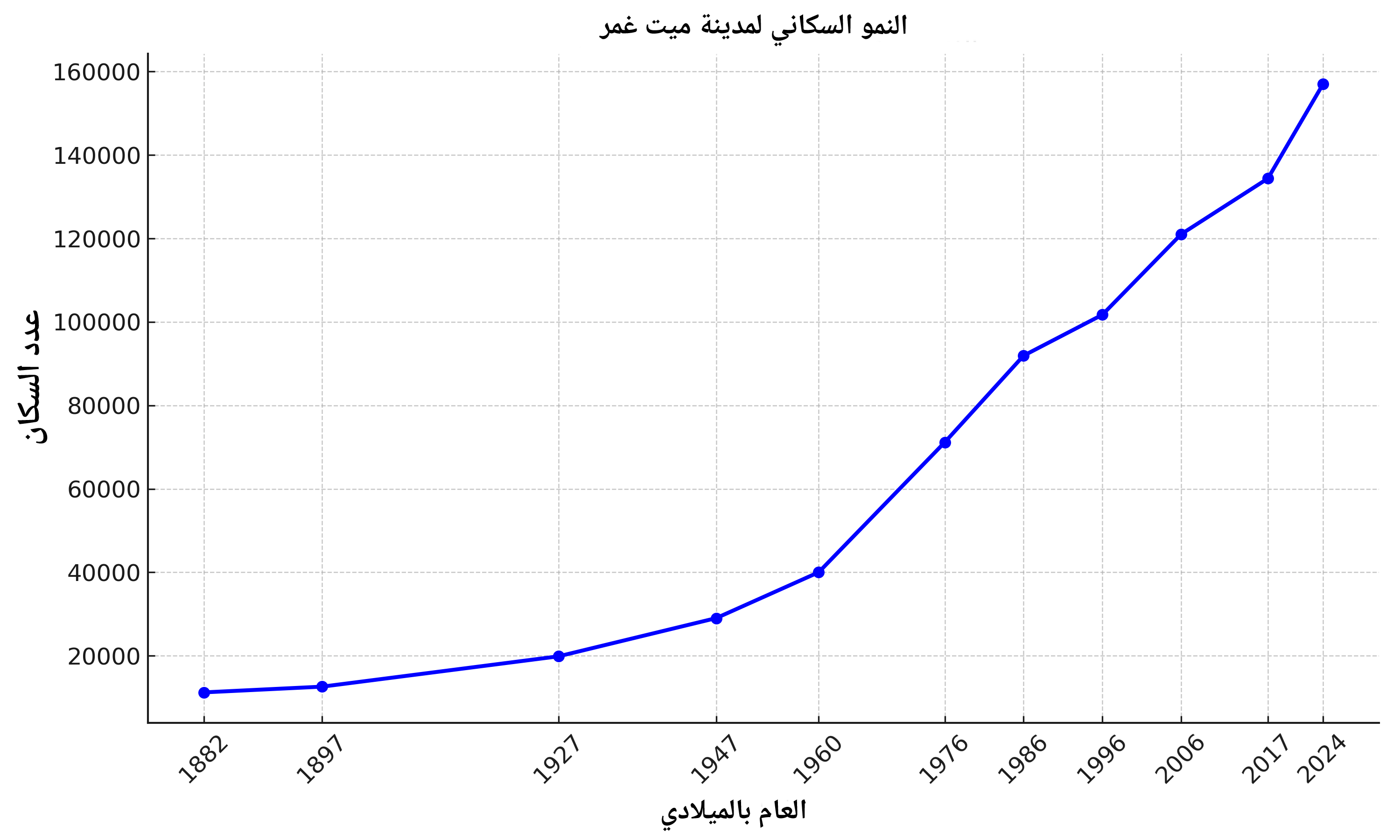
رسم بياني يوضح النمو السكاني لمدينة ميت غمر

ميت غمر إيبراشية منفصلة تشمل دقادوس والبلاد الشرقية بها ما مجموعه 17 كنيسة أرثوذكسية العدد موجود منها بالمدينة كنيستين أثريتين، كنيسة الشهيد العظيم مارجرجس التي تقع بشارع الأسمر أنشئت بالقرن الرابع الميلادي وجددت عدة مرات أخرها في عهد شنودة الثالث، وكنيسة السيدة العذراء مريم وهي من أقدم الكنائس في محافظة الدقهلية أعيد بنائها عدة مرات وكان آخر تجديد لها في عام 1881، وقد ذكرهما أبو المكارم في كتابه تاريخ الكنائس والأديرة بالإضافة إلى كنيسة الملاك ميخائيل. كما يوجد بالمدينة الكنيسة الإنجيلية الأثرية التي تأسست عام 1926 الخاصة بالطائفة الإنجيلية.
عُرفت ميت غمر بوجود جالية يهودية كبيرة العدد نسبيًا وقد عمل عدد من أفراد الجالية في مجال التجارة. وتشير إحصاءات عام 1902 إلى أن عدد أفرادها بلغ نحو 242 شخصًا في مطلع القرن العشرين. وذكر أن الجالية كان لها معبدان على الأقل، أحدهما يُعرف بـ"كنيس كليمان باردو". كما امتلكت الجالية مخبزًا خاصًا لإعداد "المصّة"، وهو خبز غير مختمر يتناوله اليهود خلال عيد الفصح.
| السنة | عدد السكان | السنة | عدد السكان |
| ----- | ---------- | ----- | ---------- |
| 1882  | 11,233     | 1986  | 91,927     |
| 1897  | 12,606     | 1996  | 101,733    |
| 1927  | 19,874     | 2006  | 121,039    |
| 1947  | 29,030     | 2017  | 134,386    |
| 1960  | 40,016     | 2024  | 157,009    |
| 1976  | 71,168     |       |            |

## الاقتصاد
تعتبر ميت غمر هي مركز إنتاج الألومنيوم في مصر وتنتج أكثر من 70% من إجمالي إنتاج الألومنيوم في مصر. لحل مشاكل صناعة الألومنيوم المتمثلة في أزمة أصحاب المصانع المنتشرين داخل المناطق السكنية والتلوث السمعي والبصري والهوائي افتتح الرئيس عبد الفتاح السيسي عام 2022 المنطقة الاستثمارية بميت غمر وهي أول منطقة متخصصة في الصناعات المعدنية والهندسية في مصر تدعم المشروعات المتوسطة والكبيرة.

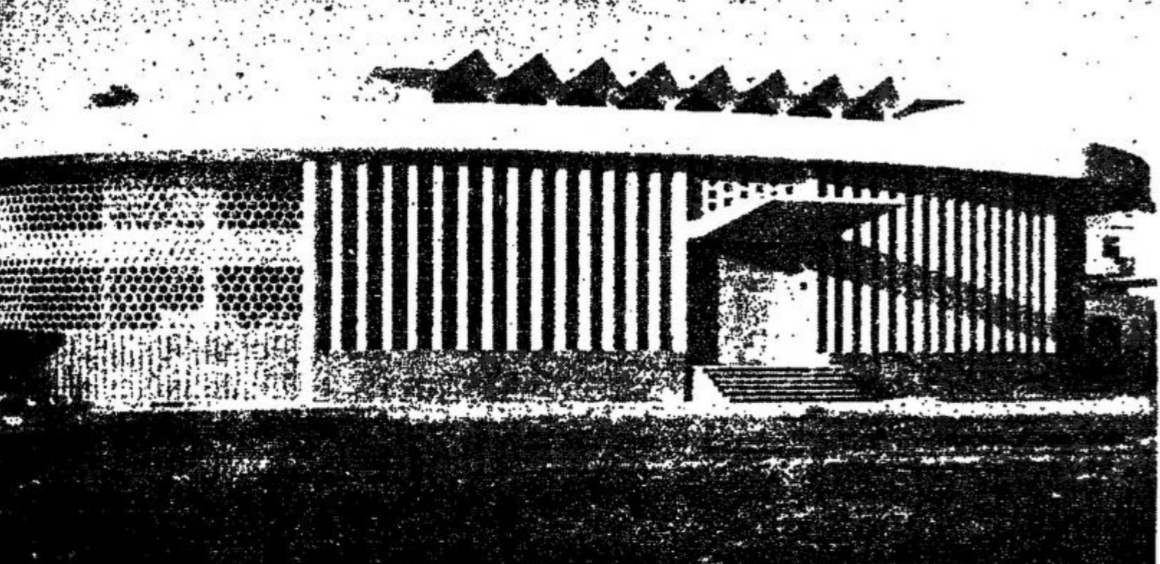
بنك ادخار ميت غمر

أنشئ بنك ادخار ميت غمر في عام 1963 على يد الدكتور أحمد النجار وهو أول نموذج للصيرفة الإسلامية في العالم الحديث وقد بلغ عدد فروع هذا البنك 53 فرعاً. كان هذا البنك أول محاولة لتطبيق نظام مصرفي يتوافق مع أحكام الشريعة الإسلامية، اعتمد البنك على مبدأ المشاركة في الأرباح والخسائر بدلًا من الفائدة المصرفية التقليدية، استمرت تجربة بنك ميت غمر الإسلامي حتى عام 1967، مما جعل ميت غمر أول مدينة تحتضن مؤسسة مالية تعمل وفقًا لأحكام الشريعة الإسلامية بالكامل، ويُعتبر البنك نموذجًا أوليًا مهّد لاحقًا لنشأة المصارف الإسلامية الحديثة في مختلف أنحاء العالم.
يوجد في المدينة صومعة بميت غمر بسعة تخزينية إجمالية تبلغ 120 ألف طن والتي أنشئت في عام 2018 وتهدف لتعزيز المخزون الاستراتيجي للقمح وتقليل الفاقد، مما يسهم في تحقيق الأمن الغذائي وتحسين كفاءة إدارة الحبوب في المنطقة. كما يوجد في المدينة مصانع للطوب الطفلي والملابس والبردي والزجاج والأثاث وعلف الدواجن والحيوانات.

## الخدمات

### التعليم
تمثل الوظيفة التعليمية إحدى أبرز الوظائف في مدينة ميت غمر، حيث تتناسب مع حجم السكان وموقع المدينة الجغرافي. تضم المدينة مجموعة من المؤسسات التعليمية التي تغطي مختلف المراحل والمجالات. إلا أن التعليم العالي في المدينة يقتصر على كلية التربية النوعية بميت غمر، وكانت تتبع في البداية وزارة التعليم العالي قبل أن تنضم لاحقًا إلى جامعة المنصورة.
تضم مدينة ميت غمر عددًا كبيرًا من المؤسسات التعليمية المدرسية وتشمل المدارس الحكومية والخاصة بمختلف أنواعها من المدارس الابتدائية والإعدادية والثانوي الذي يشمل التعليم العام والفني والتخصصات الزراعية والمعمارية والصناعية والتجارية والمعاهد الأزهرية. أقدم المدارس في المدينة هي مدرسة الأقباط الأثرية التي أنشئت عام 1900. كما تضم المدينة المدرسة المصرية اليابانية بميت غمر، التي تعتمد على النموذج التعليمي الياباني في التدريس.

### الصحة
الوظيفة الصحية من الخدمات الأساسية في مدينة ميت غمر وتتنوع منشآتها بين المستشفيات العامة والمراكز الطبية المتخصصة والعيادات الخاصة، يتركز العديد من هذه الخدمات في الشوارع الرئيسية حيث توجد عيادات متخصصة وصيدليات. أبرز المنشآت الصحية:
- مستشفى ميت غمر العام[100]
- مستشفى الكلى التخصصي[101]
- مركز أورام ميت غمر[102]
- مستشفى التأمين الصحي (المبرة)[103]

كما تضم المدينة أكثر من 145 عيادة ومركز طبي خاص تتوزع في مناطق متعددة مع تركّز ملحوظ في بعض الشوارع الطبية. كما تتكامل الخدمات الصحية مع الأنشطة التجارية، حيث تنتشر الصيدليات بالقرب من العيادات، إلى جانب معامل التحاليل ومراكز الأشعة.

### الترفيه

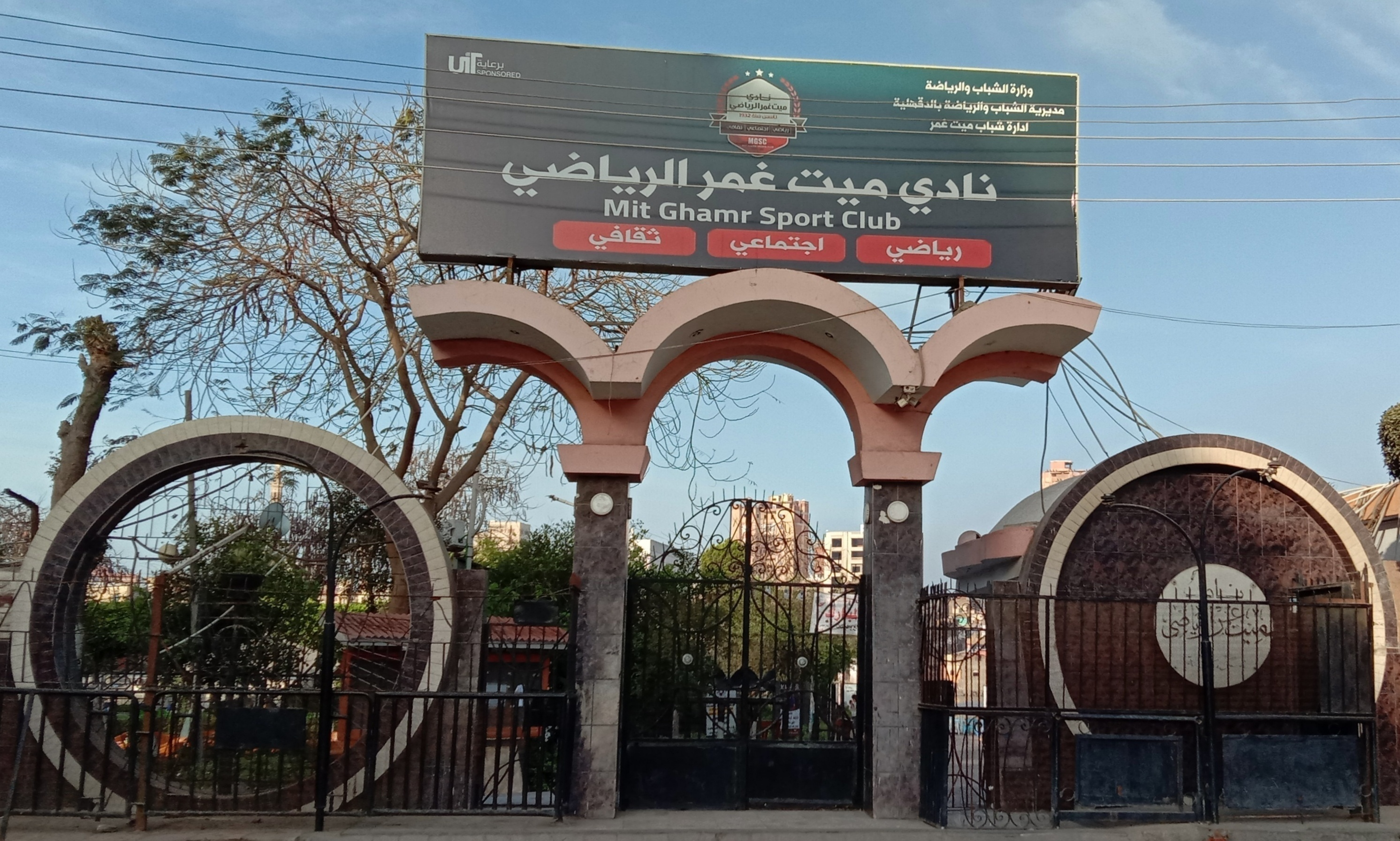
المدخل الرئيسي لنادي ميت غمر الرياضي

تلعب الوظيفة الترفيهية والثقافية دورًا هامًا في الحياة الاجتماعية لمدينة ميت غمر، وتلعب الواجهة النيلية دورًا في تعزيز الوظيفة الترفيهية، حيث تتركز بعض الأنشطة الترفيهية مثل النوادي والملاهي والحدائق. أبرز المنشآت الترفيهية الأندية الرياضية:
- نادي ميت غمر الرياضي[104]
- نادي دقادوس الرياضي[104]
- استاد ميت غمر الرياضي[105]
- مركز التنمية الشبابية[106]

### الثقافة
توجد مكتبات عامة بالمدينة ويتوفر بها قصر ثقافة نعمان عاشور بمساحة تبلغ 840 مترًا مربعًا، ويتكون من دورين يضمان عدة مرافق ثقافية وتعليمية. يضم الدور الأرضي قاعة للندوات ومكتبة مخصصة للأطفال، بينما يحتوي الدور الثاني على قاعة لتكنولوجيا المعلومات ومكتبة للشباب وقاعة للفنون التشكيلية. يقع المسرح الصيفي المكشوف خلف المبنى يتكون من منصة للعروض و150 مقعدًا للمتفرجين وغرفتين لتغيير الملابس وحجرة مخصصة للإضاءة والتحكم. كما تتوفر منطقة لألعاب الأطفال ضمن المرافق.

## النقل والمواصلات

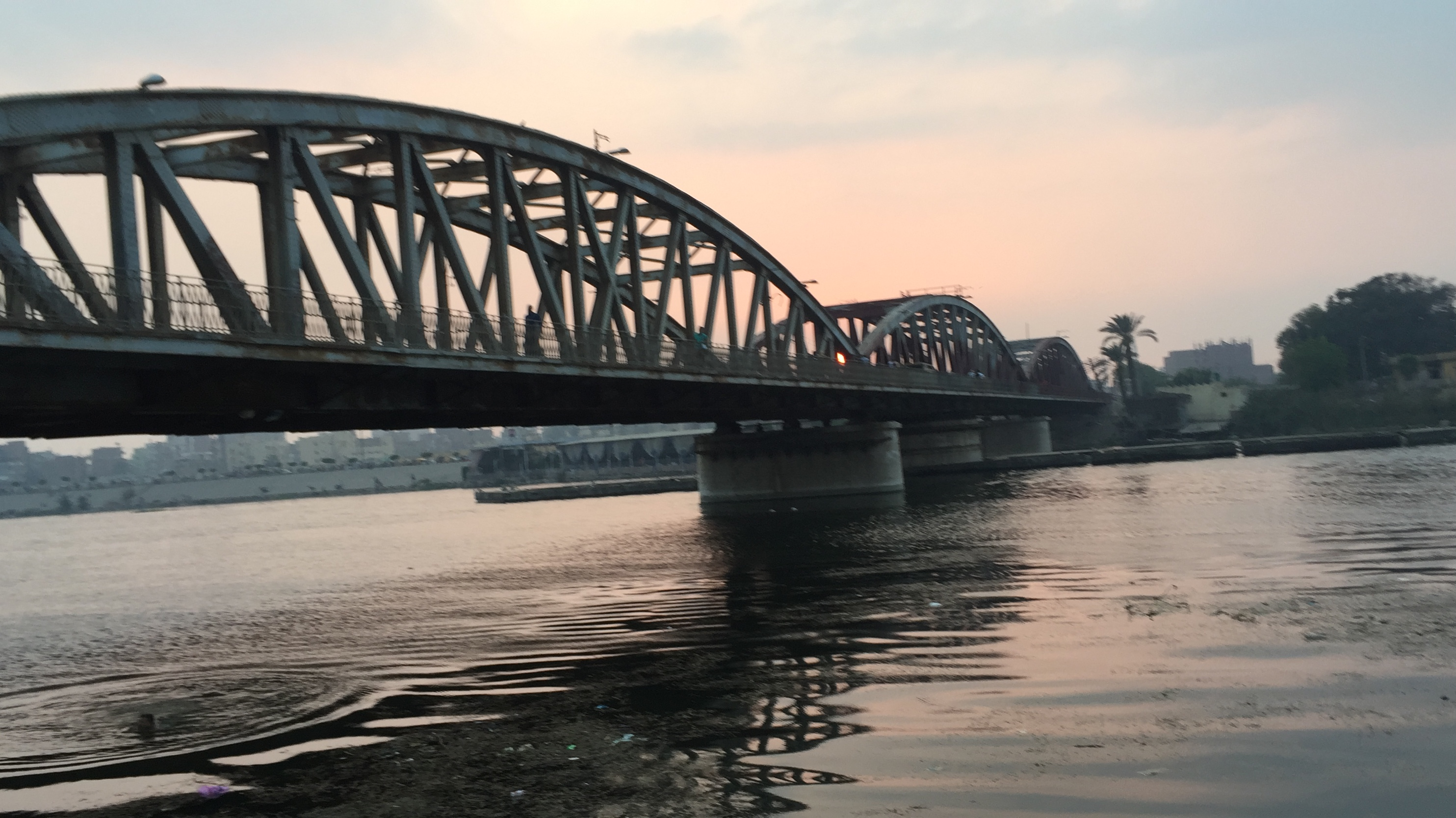
الكوبري الفرنساوي الذي يربط بين مدينتي ميت غمر وزفتى

تتمتع ميت غمر بشبكة مواصلات تربطها بالمحافظات المجاورة مما يجعلها نقطة عبور استراتيجية للحركة التجارية ونقل الركاب. يمر بالمدينة عدة طرق رئيسية أبرزها الطريق الواصل بين المنصورة والزقازيق وبنها، توجد بالمدينة محطة للسكك الحديدية تقع على خط الزقازيق - طنطا. كما تعتمد وسائل النقل داخل المدينة على الميني باصات التي تربطها بالمراكز المجاورة بالإضافة إلى بعض خطوط النقل الجماعي والتي تعاني من التكدس في أوقات الذروة، وتعاني بعض الطرق الداخلية من التكدس المروري، خاصة في المناطق التجارية والمداخل الرئيسية ورغم وقوع ميت غمر على نهر النيل إلا أن النقل النهري غير مستغل حاليًا.
الكوبري الفرنساوي هو الجسر الوحيد الذي يصل المدينة بمدينة زفتى في محافظة الغربية، أنشئ الجسر في 1907 وقت الاحتلال البريطاني لمصر ويبلغ طوله حوالى 417 مترا، دارت على الجسر معارك بين الأهالي والقوات البريطانية وقت جمهورية زفتى.

## معالم المدينة

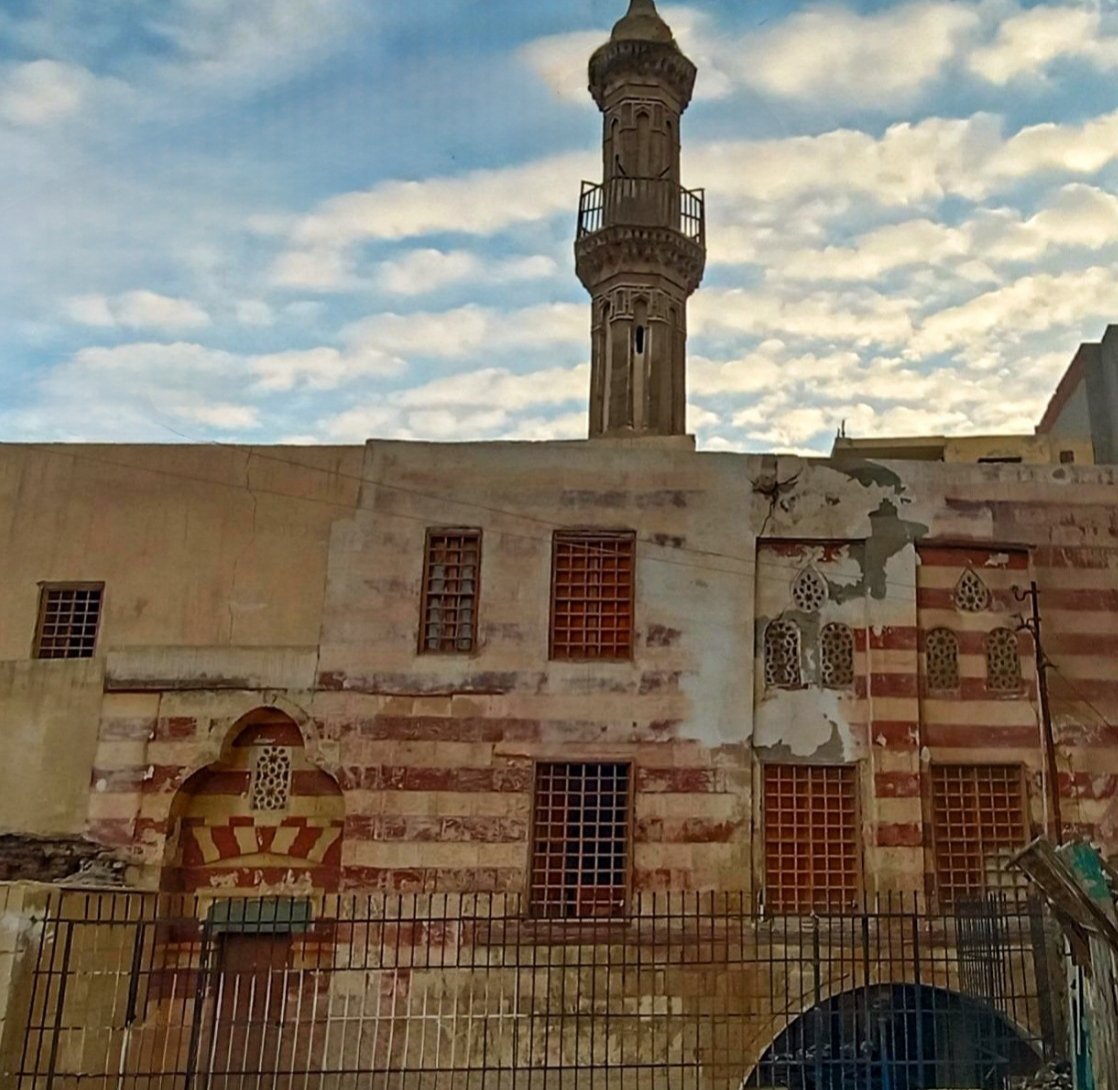
واجهة زاوية الأمير حماد من الآثار العثمانية والوحيدة من نوعها المتبقية في الدلتا

بسبب ما ذكر عن أن المدينة احترقت ثم دمرت ثم احترقت لم يبقى من آثارها إلا مباني قليلة تعود للعصر المملوكي ومباني أخر تعود لعصر محمد علي وفيما يلي أشهرهم:

### زاوية الأمير حماد
مسجد أو زاوية الأمير حماد هي مسجد معلّق مبني بطراز الصحن الذي تحيط به أربع ايوانات، أنشأه الأمير حماد مقلد البقري سنة 1024 هـ/1615م، ويُزينه مئذنة ذات طابقين تعلو واجهته ومنبر خشبي دقيق الصنع. يشبه المسجد نمط عمارة المدارس المملوكية رغم أنه بني في العصر العثماني، يميز المسجد بأنه الزاوية الوحيد الباقية في الدلتا وبأنه يرتفع عن وجه الأرض، المسجد مستطيل طوله 31,65 م وعرضه 14,50 م وبما أنه يتكون من ايوانات فأكبرها الإيوان الجنوبي الشرقي المتجه للقبلة والشمالي الشرقي الذي يقابله.

### مسجد ومئذنة الغمري
مئذنة مسجد الغمري هي مأذنة مسجد الغمري الذي أنشئ في عهد السلطان قانصوه الغوري، كان للمسجد الغمري فيما سبق دور علمي فكانت تقام به الدروس وتجري فيه الأرزاق على من يتعلم ويعلم به واحتوى على مكتبة كبير بمعايير ذلك العصر. رمم المسجد عدة مرات غيرت من معالمه الأصلية فلم يبقى شيء على حاله إلا المئذنة التي كانت تتميز بأنها كانت واحدة من المآذن القليلة بالقطر المصري التي حملت أكثر من رأس، لكن سقطت رؤوس المئذنة عام 1963 وبقيت قائمة بدون رؤوس حتى رممت.

### قبة عبد الله الأسمر
هي قبة أثرية للشيخ عبد الله الأسمر ويقدر تاريخ بناء هذه القبة إلى القرن 13 الهجري و 19 ميلادي، تتكون القبة من مساحة مستطيلة مغطاة بسقف قبي، ويؤدي إليها مدخل رئيسي من الواجهة الشمالية، مع بعض الفتحات والنوافذ المستطيلة الصغيرة للإضاءة. الزخارف المعمارية بسيطة، وتعتمد القبة على نظام الانتقال المعماري من المربع إلى الدائرة عبر مثمن. وتُستخدم مساحة صغيرة منها كمصلى.

### القصور

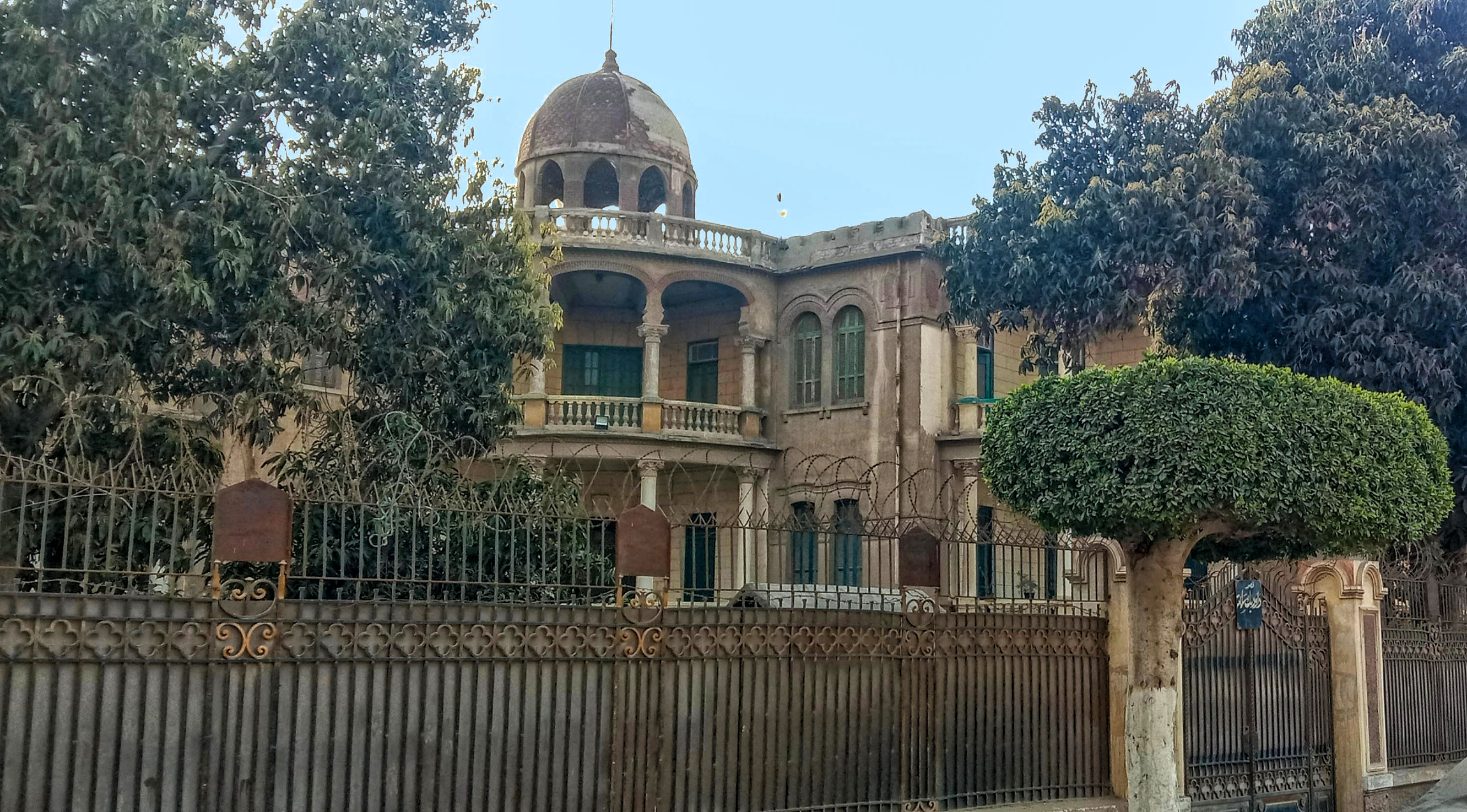
واجهة قصر داود بك سلامة تظهر فيها الأعمدة والقبة والبلكونة

تكثر القصور في ميت غمر وكلها تعود لأجانب استقروا في المدينة في عهد محمد علي أو استقروا بها في عهد الاحتلال البريطاني، بلغ عدد الأجانب بالمدينة 188 فرد بعام 1884. أكبر تلك الجاليات الأجنبية الإيطاليين الذين أبقوا بعض من القصور الفريدة، كما وجد اليونانيون والفرنسيون وأخرون أجانب لم تعرف جنسياتهم. بنيت هذه القصور بطرز معمارية مختلفة وتنوعت بها العناصر المعمارية مثل أشكال البلكونات والبرامق والقباب والأعمدة وأشكال زخرفة العناصر المعمارية.

## الثقافة الشعبية

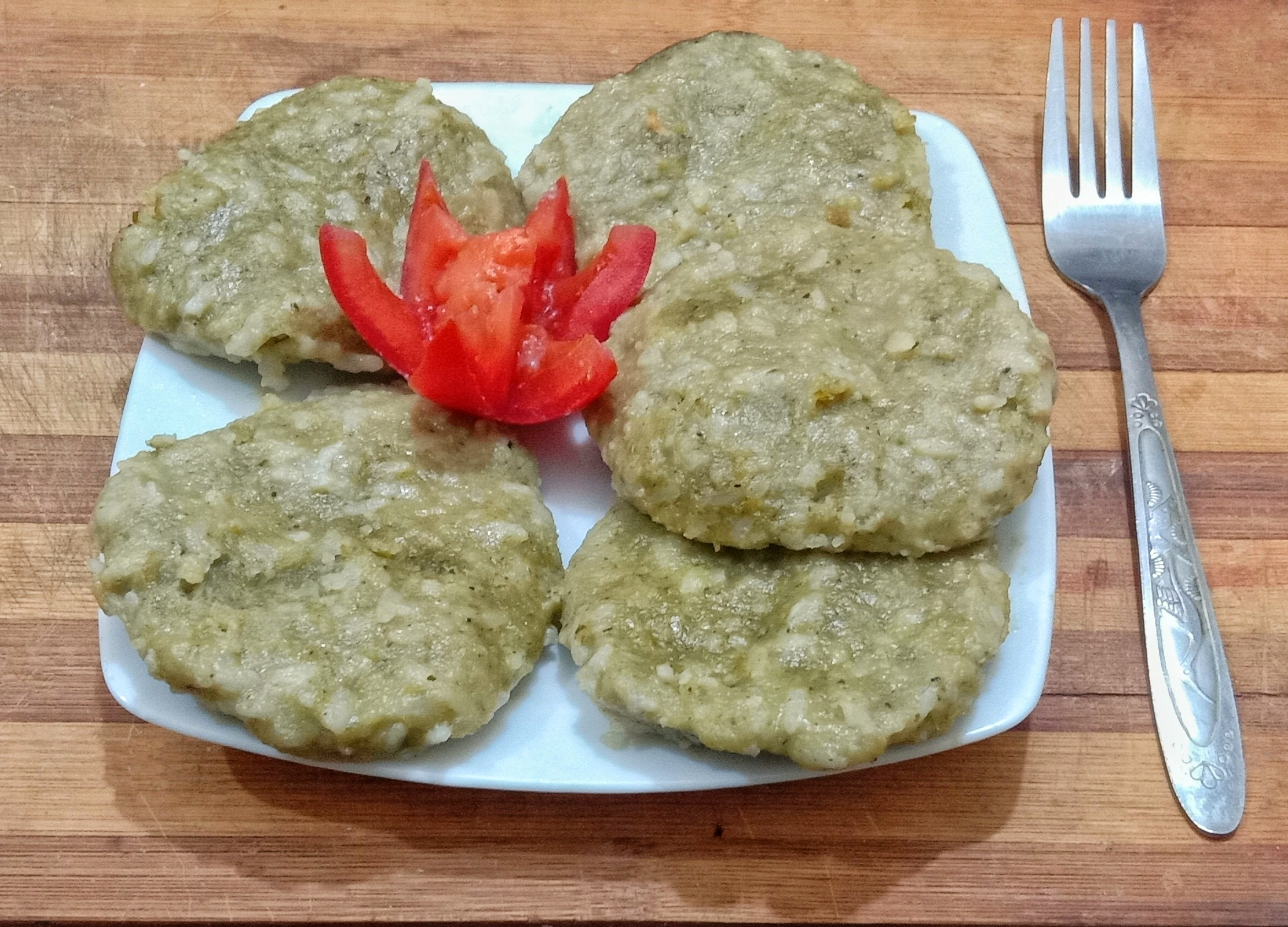
الكبيبة الغمراوي

تذكر المدينة في المثل المشهور ما أسوأ من زفتىّ إلا ميت غمر (مع اختلاف طفيف فيه) وهو إنجليزي الأصل حيث بعدما قضى الإنجليز على المقاومة الشعبية بمدينة زفتى انتقلوا إلى مدينة ميت غمر ولكن وجدوا بها مقاومة أشرس من تلك التي بزفتى. كما تشتهر ميت غمر بطبق الكبيبة الغمراوي وهو طبق تقليدي مكون من الأرز، اللحم المفروم، والخضراوات، ويتميز بطريقة تحضيره الفريدة التي تجعله مختلفًا عن باقي أنواع الكبيبة في مصر.

## أعلام المدينة
- أحلام (1923 - 1997) مغنية وممثلة.[119]

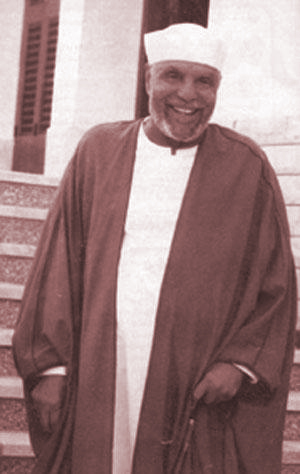
الشيخ محمد متولي الشعراوي أشهر أعلام ميت غمر

- حيرم الغمراوي (1924 - 1999) شاعر وملحن مصري.[120]
- خالد عجاج (1962 -) مغني مصري.[121]
- محمد كمال إسماعيل (1908 - 2008) مهندس معماري أبرز أعماله العمل على توسعة المسجد للحرام والمسجد النبوي.[122]
- محمد متولي الشعراوي (1911 - 1998) مفسر قرآن وداعية إسلامي، مواليد دقادوس.[123]
- نعمان عاشور (1918 - 1987) كاتب مسرحي مصري.[124]
- همت مصطفى (1927 - 1995) إعلامية مصرية وأول امرأة تظهر على التلفزيون المصري.[125]

### ثبت المراجع
- الرافعي، عبد الرحمن (1929). تاريخ الحركة القومية وتطور نظام الحكم في مصر (ط. 1). مطبعة النهضة. ج. 1.
- محمد، سعاد ماهر (1966). محافظات الجمهورية العربية المتحدة وآثارها الباقية في العصر الإسلامي (ط. 1). القاهرة: المجلس الأعلى للشئون الإسلامية.
- محمد، سعاد ماهر (1983). مساجد مصر وأولياؤها الصالحون. أشرف عليه: محمد تفيق عويضة. المجلس الأعلى للشؤون الإسلامية. OCLC:12587083.
- الشاعر، محمد فتحي (1997). الشرقية في عصرى سلاطين الأيوبيين والمماليك. دار المعارف. OCLC:38363265.
- علي، عرفة عبده (2010). يهود مصر منذ الخروج الأول إلى الخروج الثاني. القاهرة: الهيئة العامة لقصور الثقافة. ص. 329.